# Robert Woodward Barnwell

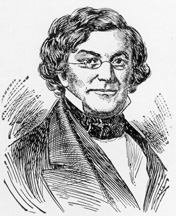
Robert Woodward Barnwell

Robert Woodward Barnwell, född 10 augusti 1801 i Beaufort, South Carolina, död 5 november 1882 i Columbia, South Carolina, var en plantageägare och politiker i både USA och i Amerikas konfedererade stater. Han tjänstgjorde i både USA:s och CSA:s senat. Han var son till Robert Barnwell.
Barnwell utexaminerades 1821 från Harvard University. Han studerade sedan juridik och inledde 1824 sin karriär som advokat i Beaufort.
Barnwell blev invald i USA:s representanthus i kongressvalet 1828. Han var först anhängare av Andrew Jackson som grundade demokraterna men bytte 1831 parti till Nullifier Party. Han efterträddes 1833 i representanthuset av William J. Grayson.
Barnwell var rektor vid South Carolina College (numera University of South Carolina) 1835-1841. Han återvände till politiken som demokrat. Senator Franklin H. Elmore avled 1850 i ämbetet och efterträddes av Barnwell. Han efterträddes senare samma år av Robert Rhett.
Barnwell tjänstgjorde som talman vid första sammanträdet av CSA:s provisoriska kongress (Provisional Confederate Congress) den 4 februari 1861. Han efterträddes senare samma dag som talman av Howell Cobb. Barnwell var ledamot av CSA:s senat 1862-1865.
Barnwell avled 1882 och gravsattes på St. Helena's Churchyard i Beaufort.